# Forma de volum
En matemàtiques, una forma de volum sobre una varietat diferenciable és una forma de dimensió màxima (és a dir, una forma diferencial de grau màxim). Així, sobre una varietat M de dimensió n, una forma de volum és una n-forma, una secció del fibrat de rectes Ωn(M) = ⋀n(T∗M). Una varietat admet una forma de volum que no s'anul·la enlloc si i només si és orientable. Una varietat orientable té un nombre infinit de formes de volum, ja que si es multiplica una forma de volum per una funció s'obté una altra forma de volum. Sobre varietats no orientables, encara es pot definir la noció més feble d'una densitat.
Una forma de volum proporciona un instrument per definir la integral d'una funció sobre una varietat diferenciable. En altres paraules, una forma de volum indueix una mesura respecte a les quals es pot integrar segons el concepte de la integral de Lebesgue. El valor absolut d'una forma de volum és un element de volum. També defineix una mesura, però existeix en qualsevol varietat diferenciable, ja sigui orientable o no.
Les varietats de Kähler, en ser varietats complexes, tenen una orientació de manera natural i, per tant, tenen una forma de volum. Més en general, l'n-sima potència exterior de la forma simplèctica sobre una varietat simplèctica és una forma de volum. Moltes classes de varietats tenen formes de volum canòniques: tenen una estructura addicional que permet l'elecció d'una forma de volum preferida. Les varietats pseudoriemannianes tenen una forma de volum canònica associada.

## Orientació
Una varietat és orientable si té un atles de coordenades on totes les funcions de transició tenen determinants jacobians positius. Una elecció d'un atles maximal d'aquest tipus és una orientació de M. Una forma de volum ω sobre M indueix una orientació de manera natural, com l'atles de cartes coordenades sobre M que envien ω a un múltiple positiu de la forma de volum euclidiana {\displaystyle dx^{1}\wedge \cdots \wedge dx^{n}}.
Una forma de volum també permet definir una especificació d'una classe privilegiada de marcs sobre M. Hom diu que una base de vectors tangents (X1, ..., Xn) és orientada cap a la dreta si
{\displaystyle \omega (X_{1},X_{2},\dots ,X_{n})>0.}

La col·lecció de tots els marcs orientats cap a la dreta admet una acció per part del grup GL+(n) d'aplicacions lineals generals en dimensió n amb determinant positiu. Formen un subfibrat GL+(n) principal del fibrat de referències lineals de M i, per tant, l'orientació associada a una forma de volum proporciona una reducció canònica del fibrat de referències de M a un subfibrat amb grup estructural GL+(n). Això significa que una forma de volum indueix una GL+(n)-estructura sobre M. Es poden definir reduccions addicionals si es consideren marcs que tenen

| {\displaystyle \omega (X_{1},X_{2},\dots ,X_{n})=1.} | \| \| \| \| \| \| \| \| | (1) |
|                                                      |                         |     |
|                                                      |                         |     |
Així, una forma de volum indueix també una SL(n)-estructura. Recíprocament, donada un SL(n)-estructura, es pot recuperar la forma de volum imposant la condició (1) per als marcs lineals especials i llavors resolent per a la n-forma ω requerida, forçant que els seus arguments siguin homogenis.
Una varietat és orientable si i només si té una forma de volum. De fet, SL(n) → GL+(n) és una retracció perquè GL+ = SL × R+, on es defineix una immersió dels reals positius dins de les matrius escalars. Per tant, tota GL+(n)-estructura és reductible a una SL(n)-estructura, i les GL+(n)-estructures coincideixen amb les orientacions de M. Més concretament, la trivialitat del fibrat determinant Ωn(M) és equivalent a l'orientabilitat, i un fibrat de rectes és trivial si i només si té una secció que no s'anul·la enlloc. Per això, l'existència d'una forma de volum és equivalent a l'orientabilitat.

## Relació amb les mesures
Donada una forma de volum ω sobre una varietat orientada, la densitat |ω| és una pseudo-forma de volum sobre la varietat no orientada, que s'obté oblidant-ne l'orientació. Les densitats també es poden definir de manera més general sobre varietats no orientables.
Qualsevol pseudo-forma de volum ω (i per tant també qualsevol forma de volum) defineix una mesura sobre els conjunts de Borel per
{\displaystyle \mu _{\omega }(U)=\int _{U}\omega .}
La diferència és que, mentre que una mesura pot ser integrada sobre un subconjunt (de Borel), una forma de volum només pot ser integrada sobre una cel·la orientada. En càlcul d'una variable, quan s'escriu {\displaystyle \int _{b}^{a}f\,dx=-\int _{a}^{b}f\,dx} es considera {\displaystyle dx} com una forma de volum, no simplement com una mesura, i {\displaystyle \int _{b}^{a}} significa "integrar sobre la cel·la {\displaystyle [a,b]} amb l'orientació oposada, de vegades simbolitzada per {\displaystyle {\overline {[a,b]}}}".
Les mesures més generals no necessiten ser contínues o diferenciables: no cal que estiguin definides per una forma de volum o, més formalment, la seva derivada de Radon-Nikodym no té per què ser absolutament contínua.

## Divergència
Donada una forma de volum ω sobre M, es pot definir la divergència d'un camp vectorial X com l'única funció amb valors escalars, denotada per div X, que satisfà
{\displaystyle (\operatorname {div} X)\omega =L_{X}\omega =d(X\;\lrcorner \;\omega ),}
on LX denota la derivada de Lie al llarg de X, i {\displaystyle X\;\lrcorner \;\omega } denota la derivada interior o la contracció per l'esquerra de ω al llarg de X. Si X és un camp vectorial amb suport compacte i M és una varietat amb frontera, llavors el teorema de Stokes implica
{\displaystyle \int _{M}(\operatorname {div} X)\omega =\int _{\partial M}X\;\lrcorner \;\omega ,}
que és una generalització del teorema de divergència.
Els camps vectorials solenoidals són aquells amb div X = 0. Com a conseqüència de la definició de la derivada de Lie, la forma de volum es conserva sota el flux d'un camp vectorial solenoidal. Per això, els camps vectorials solenoidals són precisament aquells que tenen fluxos que conserven el volum. Aquest fet és ben conegut, per exemple, en mecànica dels fluids, on la divergència d'un camp de velocitat mesura la compressibilitat d'un fluid, la qual al seu torn representa fins a quin punt es conserva el volum al llarg dels fluxos del fluid.

## Casos especials

### Grups de Lie
Per a qualsevol grup de Lie, es pot definir de manera natural una forma de volum per translació. És a dir, si ωe és un element de {\displaystyle {\textstyle \bigwedge }^{n}T_{e}^{*}G}, llavors es pot definir una forma invariant per l'esquerra com {\displaystyle \omega _{g}=L_{g^{-1}}\omega _{e}}, on Lg és una translació per l'esquerra. Com a corol·lari, tot grup de Lie és orientable. Aquesta forma de volum és única llevat de multiplicació per un escalar, i la mesura corresponent es coneix com a mesura de Haar.

### Varietats simplèctiques
Qualsevol varietat simplèctica (de fet qualsevol varietat gairebé simplèctica) té una forma de volum natural. Si M és una varietat de dimensió 2n amb una forma simplèctica ω, llavors ωn no s'anul·la mai, perquè la forma simplèctica és no degenerada. Com a corol·lari, qualsevol varietat simplèctica és orientable (i, de fet, és orientada). Si la varietat és alhora simplèctica i riemanniana, llavors les dues formes de volum coincideixen si la varietat és de Kähler.

### Forma de volum de Riemann
Qualsevol varietat pseudoriemanniana (i inclús riemanniana) orientada té una forma de volum natural. En coordenades locals, es pot expressar com
{\displaystyle \omega ={\sqrt {|g|}}\,dx^{1}\wedge \dots \wedge dx^{n}}
on {\displaystyle dx^{i}} són 1-formes que configuren una base orientada positivament del fibrat cotangent de la varietat. Aquí, {\displaystyle |g|} és el valor absolut del determinant de la representació matricial del tensor mètric sobre la varietat.
La forma de volum admet diverses notacions:
{\displaystyle \omega =\mathrm {vol} _{n}=\varepsilon ={\star }(1).}
Aquí, el símbol {\displaystyle \star } és l'estrella de Hodge; l'última forma, {\displaystyle \star (1)}, emfasitza que la forma de volum és el dual de Hodge de l'aplicació constant sobre la varietat, el qual és igual al tensor de Levi-Civita ε.

## Invariants d'una forma de volum
Les formes de volum no són úniques; formen un torsor sobre les funcions que no s'anul·len en la varietat, de la manera següent. Donada una funció f sobre M que no s'anul·la, i una forma de volum ω, fω és una forma de volum sobre M. Recíprocament, donades dues dormes de volum ω i ω', el seu quocient és una funció que no s'anul·la (positiva si defineixen la mateixa orientació, i negativa si defineixen orientacions oposades).

### Formes de volum sense estructura local
Una forma de volum sobre una varietat no té estructura local, en el sentit que no és possible distingir, en conjunts oberts petits, entre la forma de volum donada i la forma de volum en l'espai euclidià (Kobayashi 1972). És a dir, per a qualsevol punt p de M, existeixen un entorn obert U de p i un difeomorfisme φ de U en un conjunt obert de Rn tals que la forma de volum de U és el pullback de {\displaystyle dx^{1}\wedge \cdots \wedge dx^{n}}al llarg de φ.
Com a corol·lari, si M i N són dues varietats, cadascuna amb formes de volum {\displaystyle \omega _{M},\omega _{N}} respectivament, llavors per a dos punts qualssevol {\displaystyle m\in M,n\in N} existeixen entorns U de m i V de n, i existeix una aplicació {\displaystyle f\colon U\to V} tals que la forma de volum sobre N restringida a l'entorn V fa un pullback a la forma de volum sobre M restringida a l'entorn U: {\displaystyle f^{*}\omega _{N}\vert _{V}=\omega _{M}\vert _{U}}.
En dimensió 1, es pot demostrar de la manera següent: donada una forma de volum {\displaystyle \omega } sobre {\displaystyle \mathbf {R} }, es defineix
{\displaystyle f(x):=\int _{0}^{x}\omega .}
Llavors la mesura de Lebesgue estàndard {\displaystyle dx} fa un pullback a {\displaystyle \omega } per f: {\displaystyle \omega =f^{*}dx}. Més concretament, {\displaystyle \omega =f'\,dx}. En dimensions superiors, donat un punt qualsevol {\displaystyle m\in M}, existeix un entorn localment homeomorf a {\displaystyle \mathbf {R} \times \mathbf {R} ^{n-1}}, i hom pot aplicar el mateix procediment.

### Estructura global: volum
Una forma de volum sobre una varietat connexa M té un sol invariant global, el volum (total) (simbolitzat per {\displaystyle \mu (M)}), que és invariant per aplicacions que conserven la forma de volum; aquest pot ser infinit com en el cas de la mesura de Lebesgue sobre {\displaystyle \mathbf {R} ^{n}}. Sobre una varietat no connexa, el volum de cada component connexa és l'invariant.
Algebraicament, si {\displaystyle f\colon M\to N} és un homeomorfisme de varietats que fa pullback de {\displaystyle \omega _{N}} cap a {\displaystyle \omega _{M}}, llavors
{\displaystyle \mu (N)=\int _{N}\omega _{N}=\int _{f(M)}\omega _{N}=\int _{M}f^{*}\omega _{N}=\int _{M}\omega _{M}=\mu (M)}
i les varietats tenen el mateix volum.
Les formes de volum també es poden aplicar per un pullback sota espais revestiment, i en aquest cas es multiplica el volum per la cardinalitat de la fibra (formalment, per integració al llarg de la fibra). En el cas d'un revestiment infinit (com ara {\displaystyle \mathbf {R} \to S^{1}}), una forma de volum sobre una varietat de volum finit fa pullback cap a una forma de volum sobre una varietat de volum infinit.